# Ярополець
Ярополе́ць (рос. Ярополец) — село у Волоколамському районі Московської області, адміністративний центр Ярополецької сільради. Розташоване на річці Лама, за 13 км на північний захід від міста Волоколамськ.
Має автобусне сполучення з Москвою, Волоколамськом, Старицею (Тверська область) і смт Лотошино.

## Назва
Уперше згадується в «Книзі ключів Волоколамського монастиря» 1551 р. як Ерополчь. Назва являє собою присвійну форму від особового імені Ярополк (тобто «го́род Ярополка»). Ідентифікація власника чи засновника поселення утруднена: можливо, ним міг бути Ярополк, брат Юрія Долгорукого. Також припускається можливість перенесення назви з одного з двох однойменних міст: Ярополча на Ірпені в Київському князівстві чи Ярополча-Заліського на Клязьмі у Володимиро-Суздальському князівстві. У прихідних і писцевих книгах XVII століття та в джерелі 1707 р. назва має форму Ерополч чи Ерополчь, на плані Генерального межування 1784 р. — Ярополец, у К. Ністрема в 1852 р. — Яропольце, у списку 1862 р. — Ярополчь, а з другої половини XIX століття узвичаюється форма Ярополец, що стала сприйматися як зменшувальна форма від Ярополчь (як у відомих парах Ростов — Ростовець, Юр'єв — Юр'євець).

## Історія

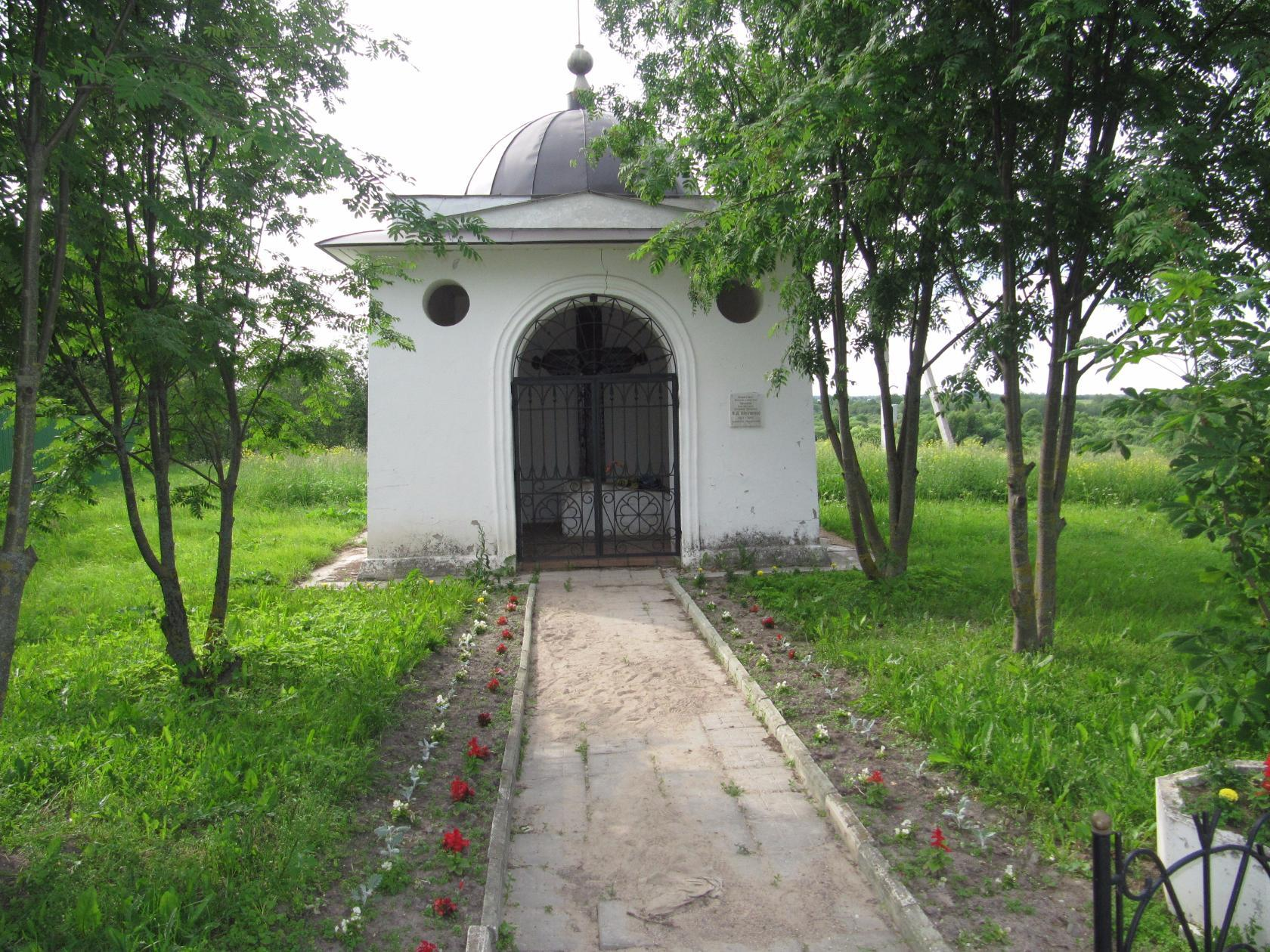
Каплиця над могилою гетьмана Дорошенка.

За археологічними даними перше поселення на місці села виникло приблизно XI ст. У XVII ст. село належало гетьману Петру Дорошенку. Згодом перейшло в руки Гончарових та Чернишевих. У садибі перших кілька разів бував О. С. Пушкін.
У 1920 році до села приїжджали В. І. Ленін та Н. К. Крупська через будівництво першої в СРСР сільської ГЕС. У 1941 році станція була зруйнована в ході бойових дій. Відновлена тільки 1980 року як історична пам'ятка.

### Ярополець Гончарових
Садиба була розділена на дві земельні ділянки, після чого одну продали родині Гончарових. Це були батьки дружини поета Олександра Пушкіна, Наталі Гончарової. Саме до них, в садибу Ярополець Гончарових, і приїздив російський поет.
Добре збереглась садиба Гончарових в стилі класицизму, де зараз розміщується будинок відпочинку МАІ з Москви. Відреставрована Предтеченська церква 1755 року, яка діє і зараз.

### Ярополець Чернишових

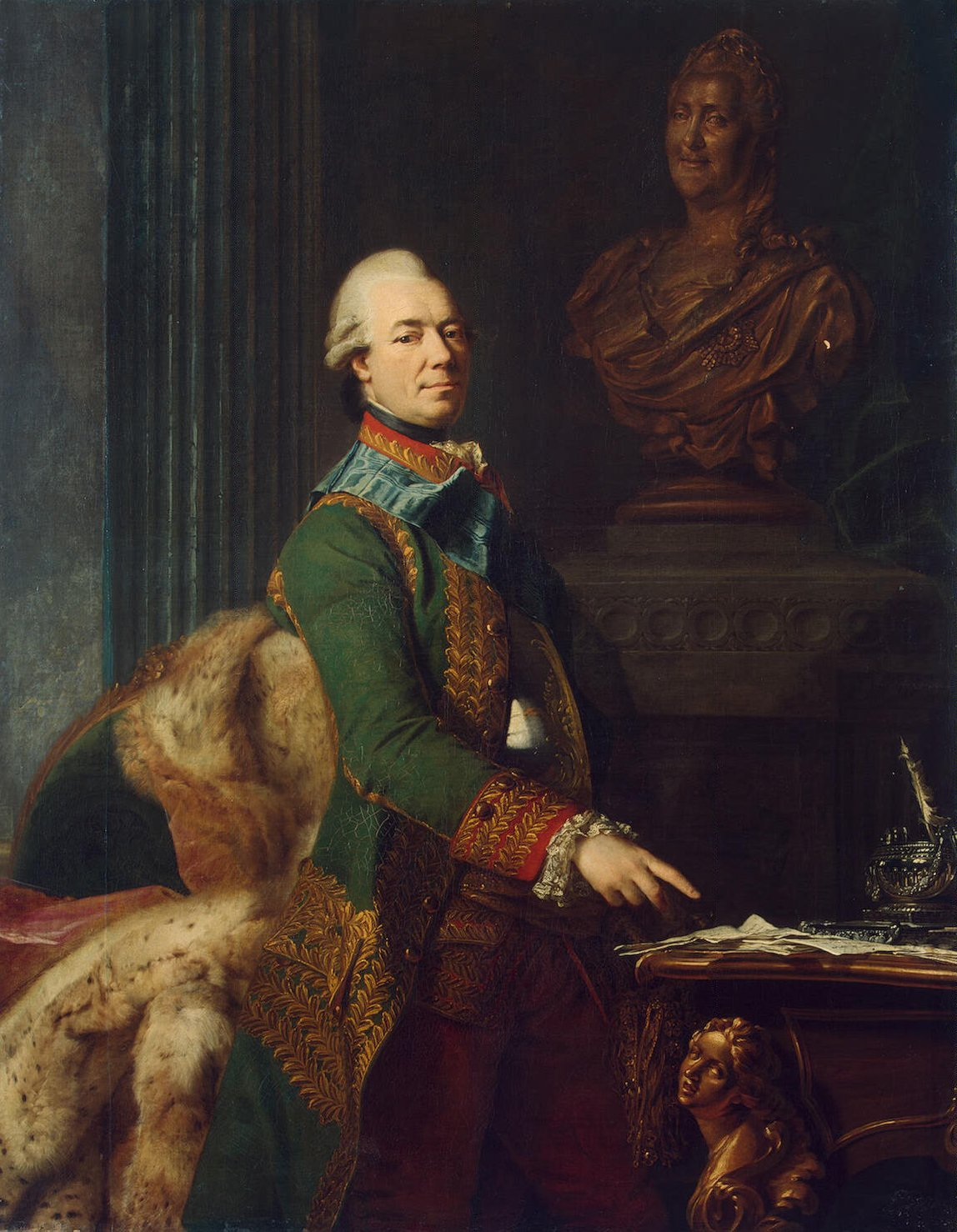
Шведський художник Олександр Рослін. Портрет графа З. Г. Чернишова. Ермітаж, Петербург.

Садиба належала відомому полководцю Російської імперії графу Захару Григоровичу Чернишову (1722—1784). З історії відомо, що росіяни двічі здобували місто Берлін у війнах. Вперше це зробив саме Захар Чернишов у 18 столітті 1760 року. Вдруге це відбулося в 1945 році.
Для своєї резиденції граф обрав садибу Ярополець. Гроші дозволяли, і до розбудови розкішної садиби на зразок німецьких чи французьких садиб — замків граф залучив найкращих архітекторів Імперії. Є відомості, що проект замку — палацу в Яропольці Чернишових зробив архітектор Валлєн Деламот, що працював для самої імператриці Катерини II.
Палац (за поземним планом) має будівлю замку, що галереями на чверть кола сполучається з двома бічними корпусами, схожими на подібні в імператорському палаці Гатчина. Довжина парадного фасаду палацу Чернишова дорівнювала 420 метрів. За цим показником палац Чернишова перевищував Зимовий палац в Петербурзі (210 метрів, архітектор Растреллі), імператорський палац в Царському Селі (300 метрів), Будинок 12-ти колегій, міністерств в Петербурзі, (383 метри). Замок — палац Чернишова був найбільшим серед провінційних садиб Російської імперії. Задовго до 20 століття садиба стала видатною пам'яткою архітектури Імперії 18 століття. До нашого часу дійшли поземні плани споруд садиби і розкішного, небаченого в Підмосков'ї саду бароко, що розташований на схилі до ставка.
За часів СРСР з садиби вивезені мармурові скульптури, портрети, живопис, меблі і передані в музеї Петербурга і Москви.
Тут майже не йдуть реставраційні роботи по відновленню садиби Чернишових та Казанської церкви при ній, які були зруйновані 1941 року. На початок 21 століття садиба в жахливому стані покинутої руїни. Могилу і надгробок полководця З. Г. Чернишова в Казанській церкві розтрощено і сплюндровано.
Частково зберігся єдиний для двох садиб парк зі ставками. У парку розташований обеліск, поставлений на честь Катерини II. На могилі гетьмана Петра Дорошенка збудовано каплицю (1999), ще одна каплиця — Микільська — закинута (1872). В центрі села існує також пам'ятник кремлівським курсантам. Історія села добре прослідковується по експонатам краєзнавчого народного музею, який створила Кожем'яка Антоніна Павлівна, місцевий краєзнавець.

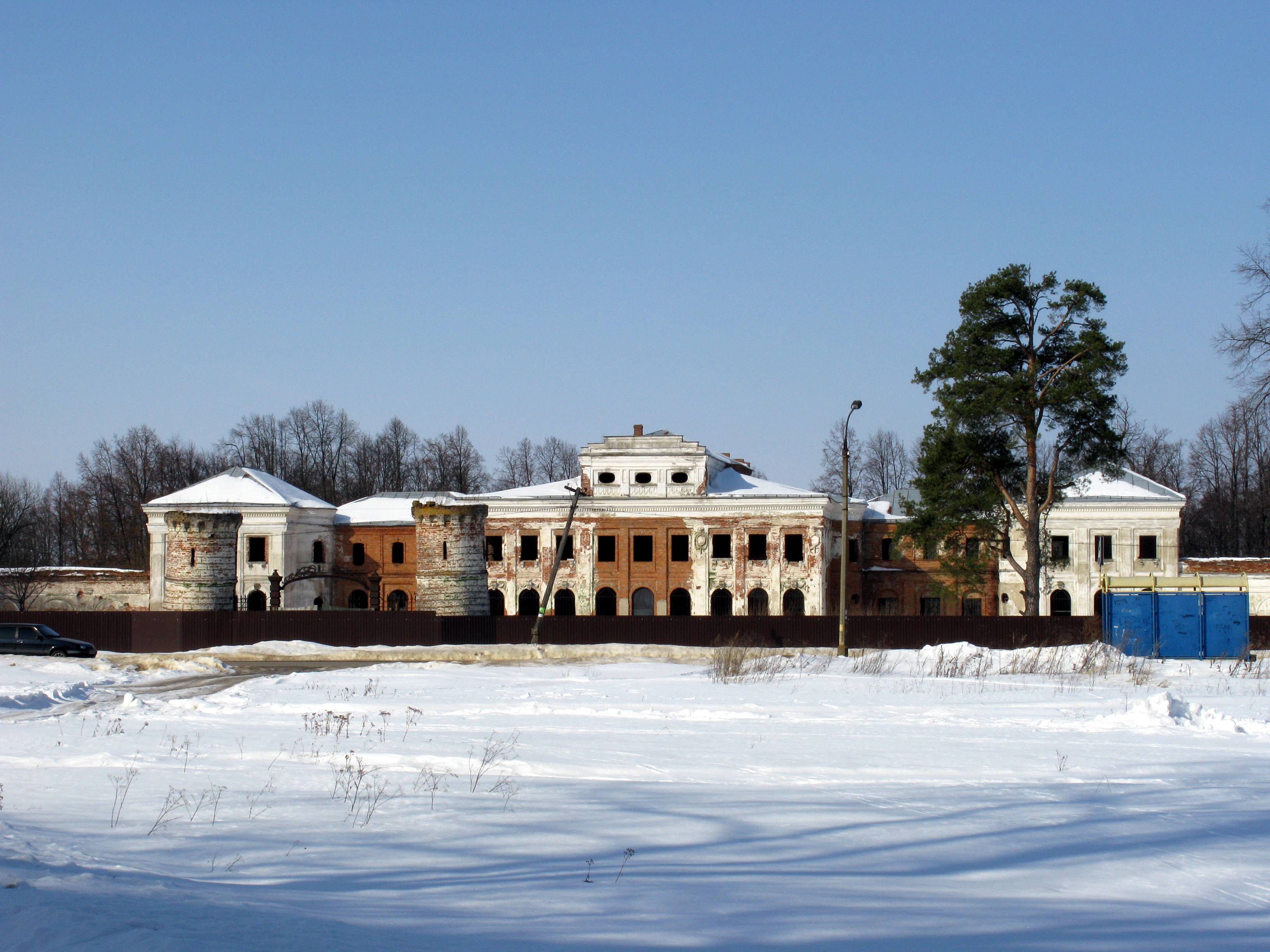
Палац-руїна садиби Чернишових взимку, січень 2010 р.
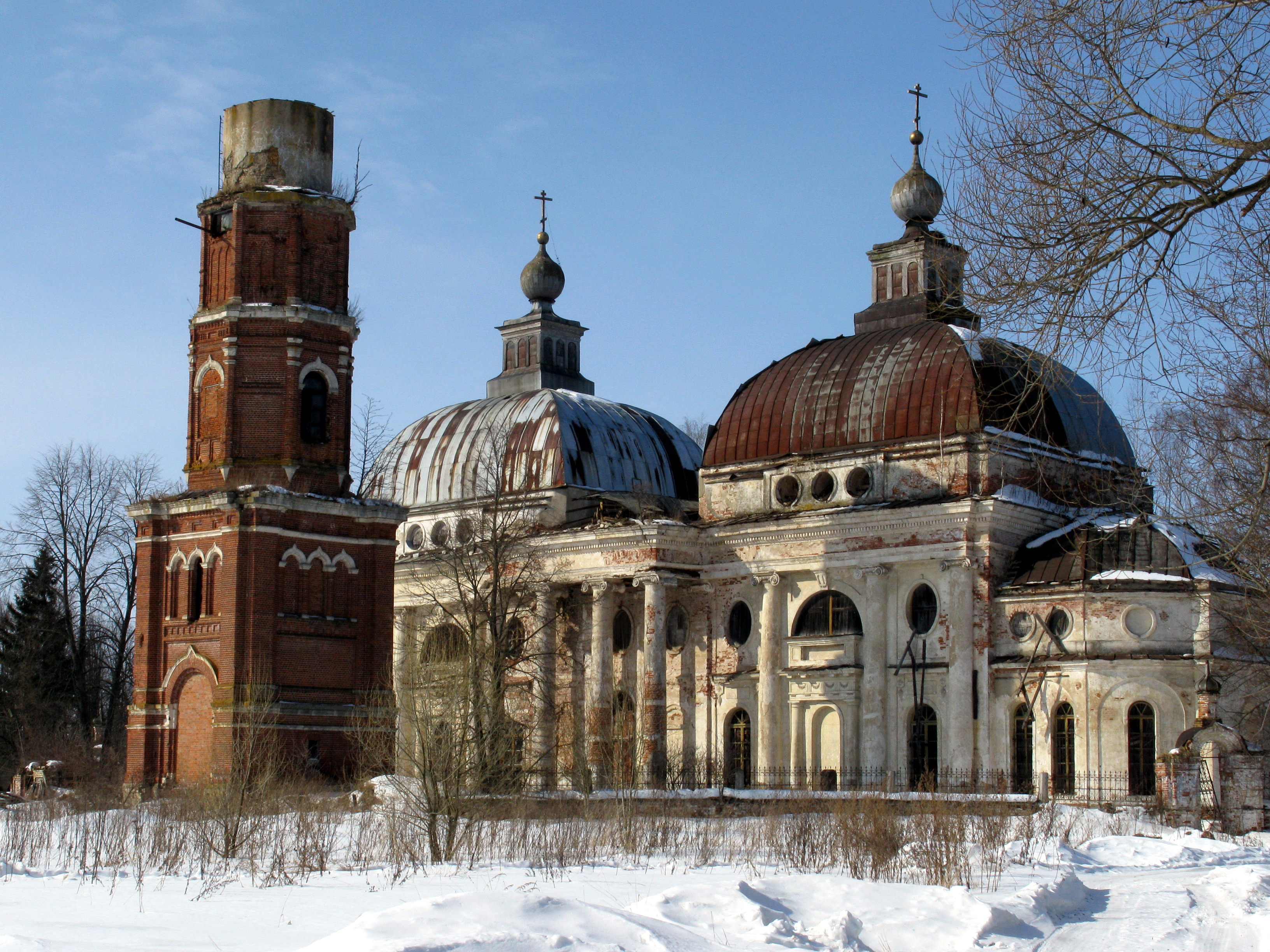
Казанська церква садиби Чернишових

## Населення
Населення — 1 184 осіб (2006).
| 1852  | 1859  | 1926  | 2002  | 2006  | 2010  | 2013  |
| ----- | ----- | ----- | ----- | ----- | ----- | ----- |
| 548   | ↗742  | ↘613  | ↗1067 | ↗1184 | ↘1124 | ↗1267 |
| 2014  | 2015  | 2016  |       |       |       |       |
| ↗1270 | ↘1261 | ↗1277 |       |       |       |       |